# Hoh Xil
El Hoh Xil ("Muntanya Blava" en mongol, Khökh shil), en xinès Kekexili (可可西里; pinyin, kěkěxīlǐ) i en tibetà Ho ho zhi li (ཁུ་ཁུ་ཞིལ།) és una regió geogràfica isolada situada al nord-oest de la província del Qinghai, al nord-est de l'altiplà tibetà. El 7 de juliol de 2017, el Hoh Xil de Qinghai va entrar a la llista de llocs del Patrimoni Mundial de la Humanitat amb la descripció de "l'altiplà més gran i alt del món".

## Geografia
La regió cobreix 83.000 quilòmetres quadrats a una altitud mitjana de 4.800 metres sobre el nivell del mar. S'estén en una direcció meridional (est-oest) entre les cadenes muntanyoses de Tanggula i Kunlun, entre la regió autònoma del Tibet, la província de Qinghai i regió autònoma uigur de Xinjiang, totes elles parts integrants de la República Popular de la Xina.
A la part sud-est del Hoh Xil, hi passa el riu Chumar (楚瑪爾河), que és una de les principals fonts hidrològiques del riu Iang tsé. La resta de la regió és endorreica, ja que els cursos d'aigua desemboquen en nombrosos llacs aïllats; aquesta zona és de vegades descrita pels hidròlegs com el "districte del llac Hoh Xil".
45.000 quilòmetres quadrats de la regió de Hoh Xil, a una elevació mitjana de 4.600 metres, van ser designats reserva natural nacional el 1995. L'espai inclòs en el Patrimoni Mundial de la UNESCO comprèn la meitat occidental del comtat de Zhidoi i la part occidental del comtat de Qumarlêb a Qinghai. El pic de Bukadaban Feng se'l considera part de Hoh Xil.

## Geologia
El Hoh Xil és d'origen volcànic. El camp volcànic del Tibet septentrional que l'envolta conté diversos volcans del cenozoic tardà. En aquesta zona hi ha diversos volcans d'erupcions de tipus hawaià. El Bamaoqiongzong cobreix una àrea de 300 km² i conté una estructura perfectament conservada al NE del cim i un flux de lava que recobreix els dipòsits del llac quaternari. L'àrea de Bamaoqiongzong conté roques fonalítiques i foidítiques peralkalines. Yongbohu conté cinc obertures dacítiques, traquandesítiques i andesítiques. El Qiangbaqian cobreix una àmplia zona al llarg de la frontera sud de la serralada de Kunlun. Es considera que un con de la caldera del Kekexili, que s'havia dit que s'e n'havia observat una erupció en una foto per satèl·lit del 1973, no ha estat històricament actiu.

## Fauna

Mapa del Hoh Xil. En crema, la zona protegida.

Malgrat el clima dur, el Hoh Xil acull més de 230 espècies d'animals salvatges, 20 de les quals estan protegides per l'estat xinès, com ara el iac salvatge, el ruc salvatge, el cérvol de llavis blancs, l'os bru i l'antílop tibetà o txiru, en perill d'extinció. L'abundant pica de llavis negres, un petit rosegador, és el principal aliment dels ossos bruns de la regió; els ossos també s'alimenten del iac i l'antílop.
La regió, fins llavors poc coneguda, així com també el l'antílop tibetà, es van convertir en noms coneguts a la Xina després del llançament de la pel·lícula Kekexili (可可西里) el 2004. El llac Zhuonai (卓 乃 湖) a Hoh Xil es un lloc conegut de reunió de l'antílop tibetà.

## Transport
El ferrocarril de Qingzang i la carretera nacional xinesa 109 recorren el límit est de la reserva. A la zona hi ha el túnel de Fenghuoshan, actualment el túnel ferroviari més alt del món (de 1338 m de longitud, amb les entrades situades a una altitud de 4.905 metres sobre el nivell del mar).